# فولفغانغ غارتنر
فولفغانغ غارتنر (بالإنجليزية: Wolfgang Gartner)‏ هو منتج ومنتج أسطوانات ودي جيه وموسيقي أمريكي، ولد في 17 مارس 1982 في سان لويس أوبيسبو في الولايات المتحدة.

## وصلات خارجية
- الموقع الرسمي
- فولفغانغ غارتنر على موقع ميوزك برينز (الإنجليزية)
- فولفغانغ غارتنر على موقع أول ميوزيك (الإنجليزية)
- فولفغانغ غارتنر على موقع ديسكوغز (الإنجليزية)